# Eopaectes albomacula
Eopaectes albomacula là một loài bướm đêm trong họ Noctuidae.